# Załuhy
Załuhy (ukr. Залуги, ros. Залуги) – przystanek kolejowy w rejonie lwowskim, w obwodzie lwowskim, na Ukrainie.